# Географія Нової Каледонії
Нова Каледонія (фр. Nouvelle-Calédonie) — заморське володіння Франції в південно-західній частині Тихого океану. Розташована за 1500 км на схід від узбережжя Австралії, 1800 км на північ від Нової Зеландії, 2500 км на південний схід від Папуа Нової Гвінеї й 600 км на захід від Вануату. 22 тис. км відділяють Нову Каледонію від Франції. Включає острів Нова Каледонія, острови Луайоте та ряд дрібних островів. Загальна площа становить 18 576 км², площа виключної економічної зони 1360 тис. км².

## Загальна характеристика
Разом із островом Нова Гвінея, архіпелагом Бісмарка, Соломоновими островами, островами Вануату та Фіджі Нова Каледонія утворює один із трьох основних регіонів Океанії, що зветься Меланезією.

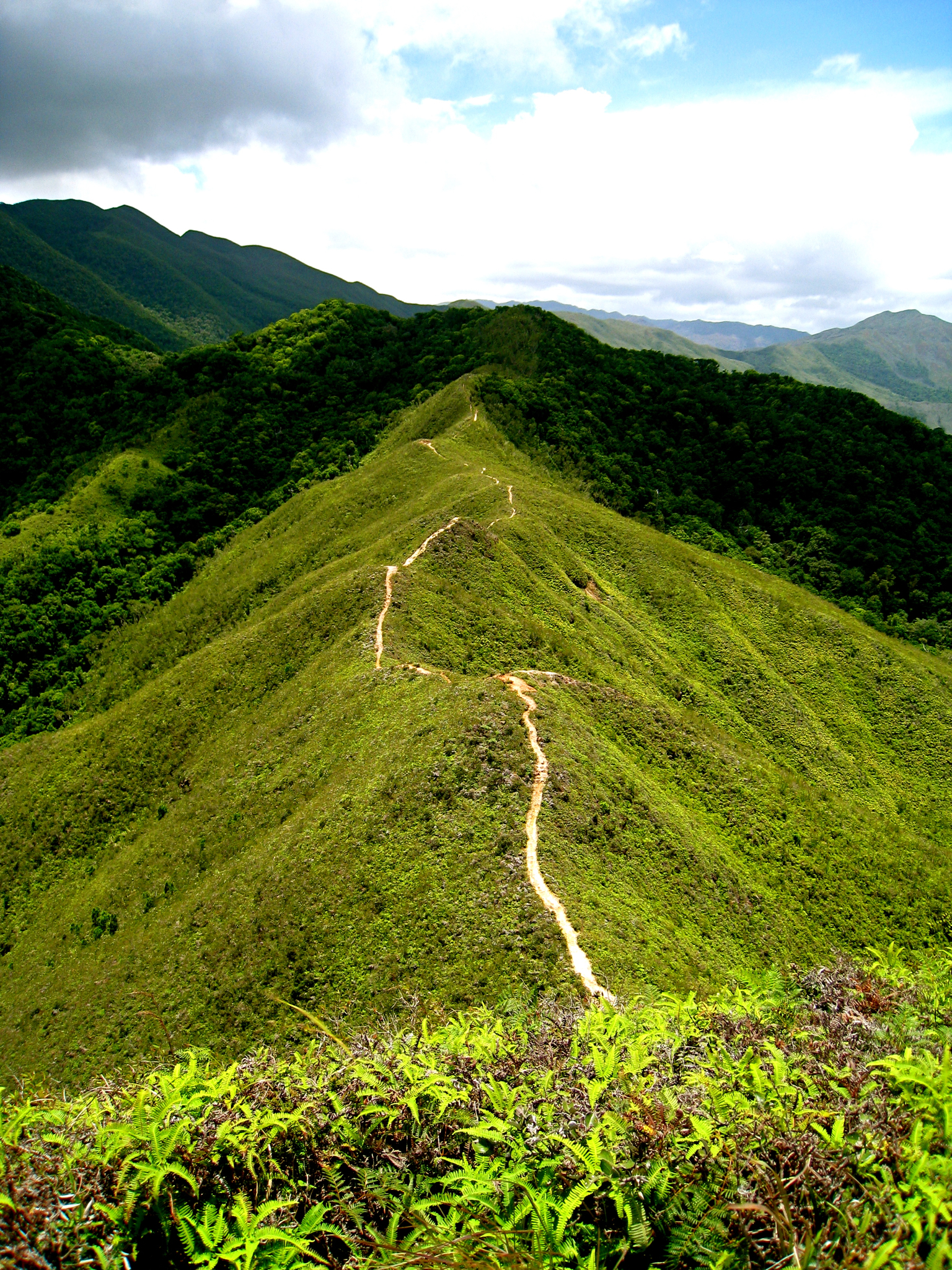
Ланцюг гір Центрального хребта острова Нова Каледонія.

Головний острів Нова Каледонія або Гранд-Терр (фр. Grande Terre) має сигароподібні контури, витягнутий в напрямку з північного заходу на південний схід, має довжину близько 400 км і ширину близько 50 км, площа 16 372 км². Уздовж всього острова проходить гірський хребет, що є перманентним елементом місцевого ландшафту. Найвищою точкою є гора Паньє (фр. Mont Panié), розташована на півночі острова, її висота становить 1628 метрів над рівнем моря. Другою знаковою вершиною є гора Гумбольдта на півдні Гранд-Терр (фр. Mont Humboldt, 1618 метрів над рівнем моря). Центральний хребет ділить острів на дві окремі й дуже відмінні області: рівнинне західне узбережжя та вузьке східне узбережжя, де гори обриваються прямо над морем.
Геологічним продовженням головного острова є архіпелаг Белеп (фр. Archipel des Bélep) на півночі та острів Пен (фр. Île des Pins) на півдні. Перший включає два населених та близько десятка ненаселених малих островів.
Приблизно за 125 км на схід від узбережжя Гранд-Терр знаходяться острови Луайоте, що утворюють ланцюг довжиною близько 100 км. Їхня загальна площа становить 1981 км². Найбільшими серед них є Ліфу (фр. Lifou), Маре (фр. Maré), Тіга (фр. Tiga) та Увеа (фр. Ouvéa). Це атоли коралового походження з плоским рельєфом.

Острови Нової Каледонії та Вануату.

Нова Каледонія включає також декілька груп невеличких незаселених островів. За 275 км на північний захід від Гранд-Терр розташовані рифи д'Антркасто (фр. Récifs d'Entrecasteaux, 64 га), за 130 км на схід від острова Пен знаходиться острів Уолпол (фр. Île Walpole, 125 га), а найбільш віддаленими є острови Честерфілд (фр. Îles Chesterfield, 101 га) в Кораловому морі за 550 км на північний захід від головного острова.
Нова Каледонія володіє однією з найбільших у світі систем коралових рифів, які оточують з усіх боків головний острів. Довжина новокаледонського бар'єрного рифу становить майже 1600 км. Він відмежовує найбільшу в світі лагуну площею близько 23,4 тис. км². У деяких місцях існує подвійний чи навіть потрійний бар'єрний риф.
| Острови                           | Площа, км² | Найвища точка, м | Населення (2019) |
| --------------------------------- | ---------- | ---------------- | ---------------- |
| Нова Каледонія (фр. Grande Terre) | 16372      | 1639             | 250150           |
| Белеп (фр. Bélep)                 | 70         | 283              | 867              |
| Пен (фр. Pins)                    | 152        | 262              | 2037             |
| Увеа (фр. Ouvéa)                  | 39         | 132              | 3401             |
| Ліфу (фр. Lifou)                  | 1207       | 90               | 9195             |
| Маре (фр. Maré)                   | 642        | 138              | 5757             |

## Геологія
Острів Гранд-Терр — це фрагмент східного краю древнього суперконтиненту Гондвана, що існував 60 мільйонів років тому й включав також Австралію, Антарктиду та Південну Америку. Цей шматок землі відділився від Австралії мільйони років тому. Найстаріші скелі Нової Каледонії мають вік 300 мільйонів років. Індо-Австралійська плита повільно занурюється під Тихоокеанську на сході. Сучасна звивиста, порізана берегова лінія Нової Каледонії є результатом цього занурення. Гранд-Терр є частиною великої складки на поверхні Землі, яка проходить від центрального гірського району Папуа Нової Гвінеї до Північного острова Нової Зеландії. Його геологія включає метаморфічні, осадові й вулканічні породи.

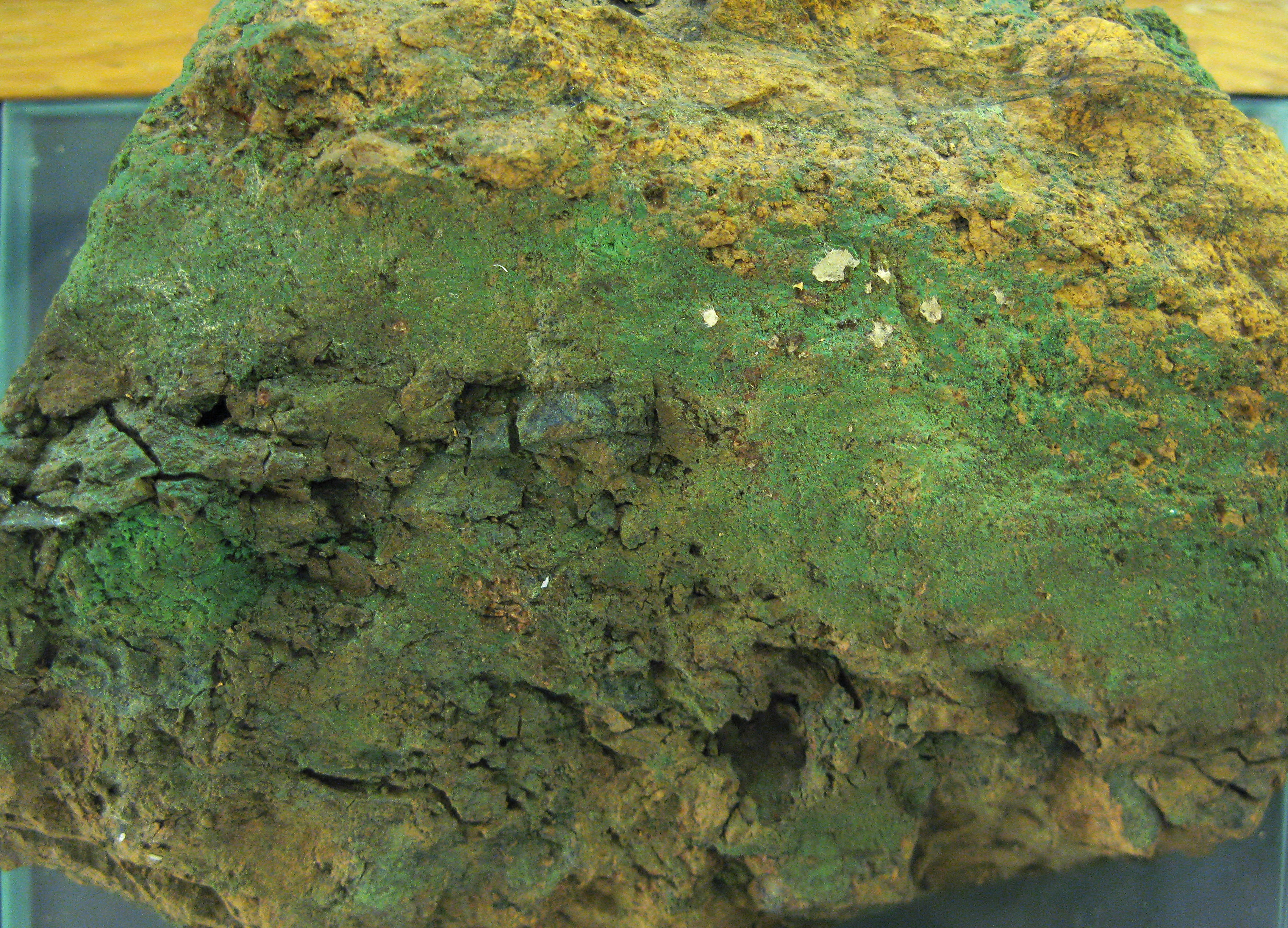
Зразок гарнієриту.

Тривалими зрушеннями, що відбувалися протягом 25 мільйонів років, пояснюється специфіка природних ресурсів Нової Каледонії. Тут з'явилися масивні утворення ультраосновних гірських порід, багатших на метали, ніж земна кора. Надра Нової Каледонії містять значні запаси багатьох металів, серед яких нікель, хром, залізо, золото, мідь, свинець, цинк, срібло, марганець, кобальт. Особливе місце серед них займає нікель. Каледонські ґрунти містять мінерал, відомий як гарнієрит, який відзначається дуже високим вмістом нікелю (до 20 % для деяких жил). Промислове значення мають також запаси латеритів, вміст окисненої руди нікелю в яких є нижчим і коливається від 1 % до 1,6 %. На загал Нова Каледонія має 11 % світових запасів нікелю. Разом із нікелем на гідрометалургійних підприємствах як побічний продукт отримують кобальт.
Великі масиви осадових порід занурені в океані на південному заході архіпелагу, вони продовжують аналогічні з Нової Зеландії й потенційно містять вуглеводні.

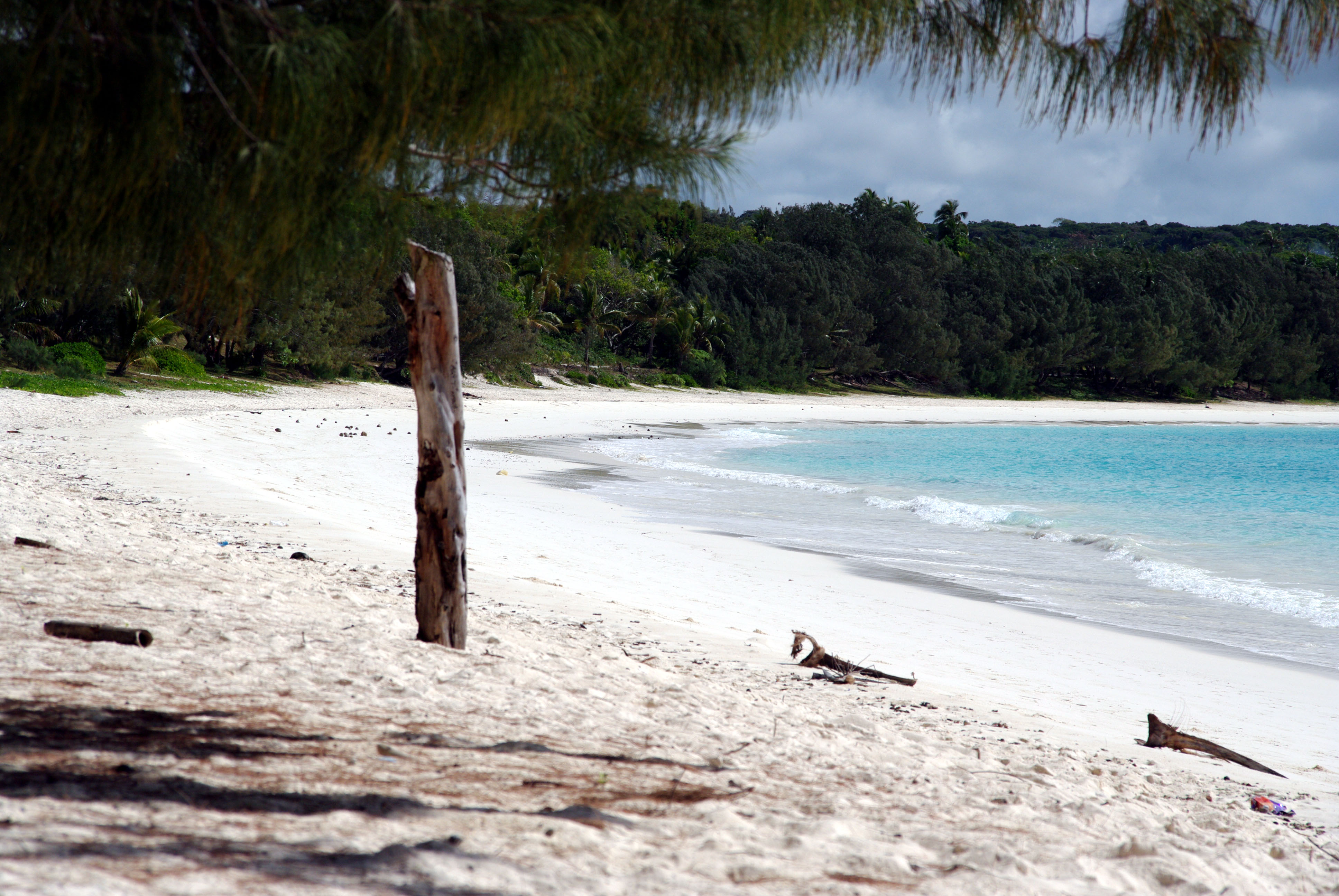
Пляж на острові Ліфу.

Острови Луайоте, в порівнянні, з Гранд-Терр, значно молодші. Це атоли коралового походження, невисокі вапнякові острови, які піднялися з моря в четвертинну добу. Вони мають плоский рельєф, домінують широкі піщані пляжі. Лише окремі скелі піднімаються над островами. Саме в цих гірських породах зосереджені запаси питної води, річки на островах Луайоте відсутні.

## Сейсмічність
Сейсмоісторія країни висвітлена не дуже докладно, проте потужні землетруси в Новій Каледонії ставалися неодноразово, в тому числі: 
- 5 грудня 2018 року, потужний землетрус магнітудою в 7,6 балів (за шкалою Ріхтера) стався поблизу островів Нової Каледонії. Згідно повідомлення Геологічної служби США (USGS), епіцентр землетрусу розташовувався за 153 км на південний схід від населеного пункту Тадіно. Після цього відбулося декілька афтершоків. Землетрус спричинив цунамі, про яке місцевих мешканців попередив Тихоокеанський центр попередження цунамі (США)[2].
- 19 травня 2023 року, згідно повідомлення агентства Рейтер, на південний схід від островів Луайоте стався потужний землетрус магнітудою 7,7 балів (за шкалою Ріхтера)[3], після чого країни південної частини Тихого океану були попереджені про цунамі. Тихоокеанський центр попередження про цунамі (PTWC) оголосив про потенційну загрозу для Вануату, Фіджі та Нової Каледонії, водночас метеорологічне бюро Австралії повідомило про загрозу для острова Лорд-Гав біля східного узбережжя країни. Геологічна служба США (USGS) повідомила, що епіцентр землетрусу знаходився за 415 км від новокаледонської столиці Нумеа, гіпоцентр землетрусу залягав на глибині 45 км[4][5].
- 16 серпня 2025 року, за даними Європейського середземноморського сейсмологічного центру (EMSC), поблизу островів Луайоте стався землетрус магнітудою 5,6 балів (за шкалою Ріхтера). Епіцентр землетрусу знаходився за 458 км на південний схід від міста Нумеа, гіпоцентр землетрусу залягав на глибині 10 км[6].

## Клімат
Нова Каледонія знаходиться південніше за більшість інших островів Тихого океану. Вона має помірно теплий, сонячний, тропічний клімат, що нагадує клімат півдня Франції. Середньорічна температура — 23,6 °C. Температурний максимум, зафіксований на островах, становить 39,1 °C, мінімум — 2,3 °C.
Нова Каледонія перебуває в зоні дії пасатів. Клімат формується за океанічного впливу. Пасати пом'якшують дію вологості, яка становить близько 80 %.
Характерним є чергуванням двох сезонів: сухого й вологого. Сухий сезон більш прохолодний (температура від 20 °C до 23 °C) і вітряний, триває з червня по вересень. З листопада по березень погода теплішає, випадає більше дощів. Температура в цей час становить від 25 до 27 °C, а з грудня по лютий вона може перевищувати позначку в 30 °C. Настає сезон циклонів, що приносять сильні дощі. Між сухим та вологим сезонами бувають короткі перехідні періоди.
Гірський бар'єр визначає чітку різницю в кліматі між двома узбережжями острова Нова Каледонія. Навітряне східне (північно-східне) узбережжя приймає на себе основні вітри, клімат тут більш вологий. Середньорічна кількість опадів може перевищувати 3000 мм (Galarino, північне узбережжя), це в 3 рази більше, ніж в середньому на західному узбережжі. Підвітряне західне (південно-західне) узбережжя знаходиться у вітряній тіні, клімат тут значно сухіший, кількість опадів становить 800—1200 мм на рік. Цей регіон відчуває посухи, пов'язані з погодним ефектом Ель-Ніньйо. Вітри на сході і південному сході дмуть понад 300 днів на рік зі швидкістю від 15 до 35 км/год. З грудня по квітень тропічні циклони й антициклони можуть викликати верхові вітри виняткової сили зі швидкістю 100 км/год та поривами до 250 км/год й пов'язані з ними дуже сильні дощі.
Океан у Новій Каледонії досить теплий, купатися можна цілий рік.

## Екосистеми
Суходіл Нової Каледонії має п'ять основних екосистем: сухий ліс (фр. Forêt sèche), дощовий ліс (фр. Forêt humide), райони видобування корисних копалин (фр. Maquis minier), савани найолі (фр. Savane à niaoulis) та мангровий ліс (фр. Mangrove).
Площа сухих лісів на початку XXI ст. становила близько 45 км², це лише 1 % первісного показника. Ці ліси сильно постраждали він пожеж та вирубування, але тут все ще зберігається 456 видів, 252 з яких є ендемічними. Сухі ліси розташовані вздовж західного узбережжя, становлять перехідну зону від тропічних лісів до мангрових. Вони чудово пристосовані до посухи, надають притулок різним видам дикої фауни, що складається з комах, равликів, рептилій, птахів. Клаптики сухого лісу, що залишилися, можуть зовсім зникнути через діяльність людини та поширення інтродукованих видів рослин і тварин.
Значні ділянки щільного дощового лісу є тільки в горах. Вологі тропічні ліси, в порівнянні із сухими, займають на Гранд-Терр значно більші масиви (близько 4 тис. км², або 20 % території острова), але вони також сильно фрагментовані. Понад 80 % видів тут є ендемічними. В лісах мешкає безліч унікальних видів тварин (птахів, комах, рептилій та ін.).
Острови Луайоте також мають ділянки лісу.

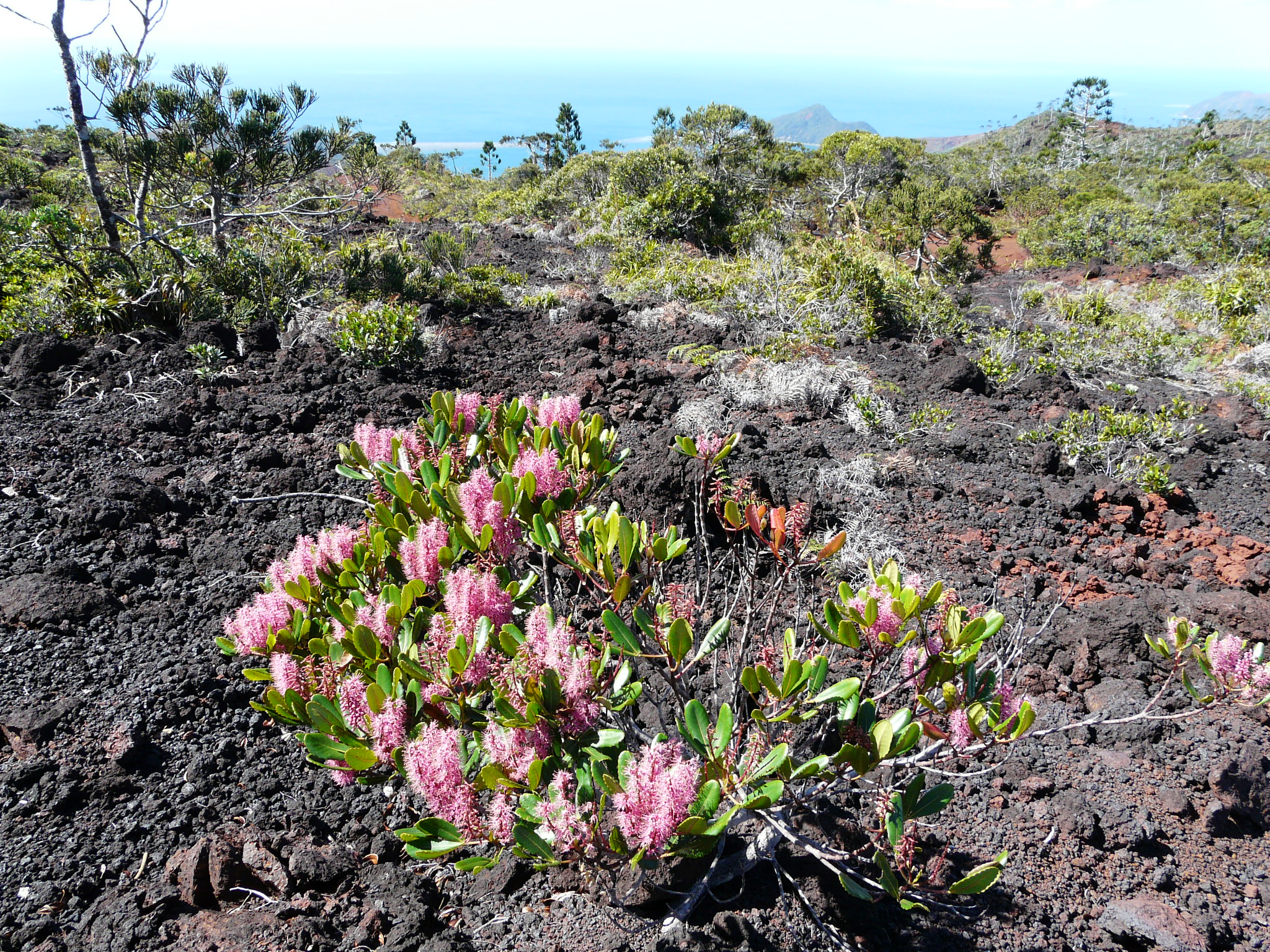
Рослинність в районі видобування корисних копалин.

Значні території в Новій Каледонії, в основному на південному сході, а частково й на півночі Гранд-Терр займають гірничі кар'єри. Тут сформувалася нова екосистема, основний тип рослинності якої — це колючі чагарники, що ростуть на перидотитах і серпентинітах, залишках океанічної кори. Ці ділянки утворилися в результаті знищення лісів, переважно шляхом випалювання. Загалом тут росте близько 1140 видів судинних рослин, майже 90 % з яких є ендеміками, це робить зону новокаледонських чагарників однією з найбільш унікальних екосистем у світі. Виключне багатство флори, адаптованої до дуже специфічних ґрунтів, відіграє роль екологічного бар'єру проти інтродукованих видів.
Дослідники виявили доволі дивне фізіологічне явище співіснування деяких видів рослин з покладами нікелю. Це так звана гіперакумуляція. У смолі дерева Pycnandra acuminata, зокрема, було виявлено вміст нікелю понад 20 %. Це дерево відоме ще як «нікелеве дерево», а його смолу, що має синьо-зелений колір, у Новій Каледонії називають «блакитним соком». Всього відомо близько 50 видів гіперакумулятивних рослин, які становлять інтерес для світової науки й промисловості як природний засіб детоксикації ґрунтів, забруднених металами або для отримання деяких металів із них.
Багато уваги приділяється відновленню деградованих земель. Поступово утворюється новий рослинний покрив, що складається як з місцевих видів, так і з інтродукованих. Технології рекультивації земель, що використовуються, останнім часом значно просунулися вперед.

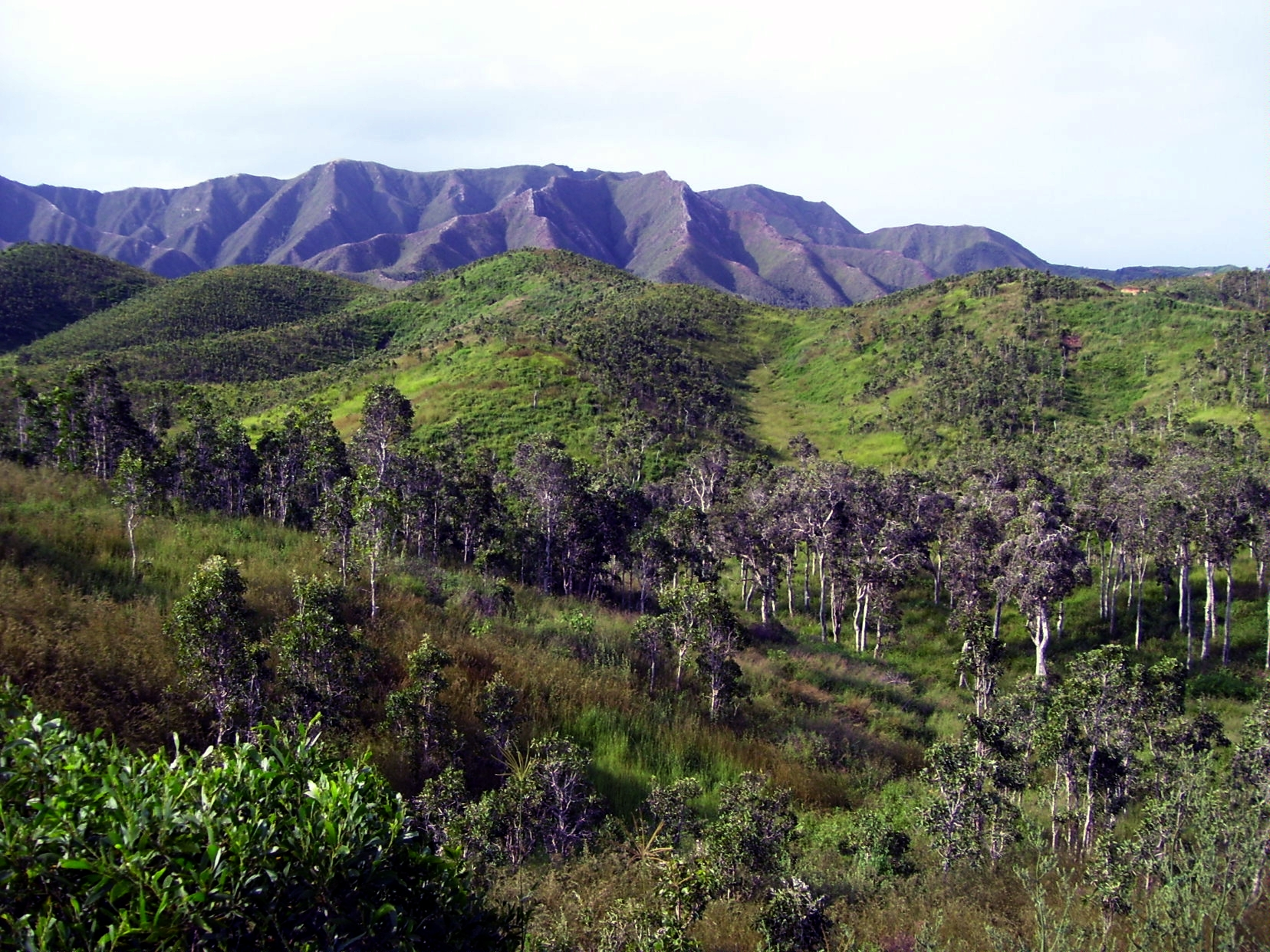
Савана найолі.

Типовий ландшафт західного узбережжя та північної частини Гранд-Терр — це відкриті луки з окремими деревами та скупченнями чагарників, відомі як савани найолі. Вони чудово підходять для випасу худоби, символу господарства західного узбережжя. Це антропогенна екосистема з низьким вмістом біорізноманіття, що виникла в результаті зникнення первісної рослинності під тиском господарської діяльності людини. Найолі (Melaleuca quinquenervia) особливо стійкі до вогню, канаки використовують їх у будівництві та як лікарські рослини.
Мангрові ліси ростуть на болотистих землях між рівнинами та лагунами, вони займають 79 % берегової лінії західного узбережжя, на східному узбережжі — лише 14 %. Мангри є продуктом зустрічі землі та моря. Вони утворюють між ними своєрідний щит, що складається з густої мережі повітряного та підземного коріння й захищає береги від морської ерозії. Життя тут надзвичайно багате. Рослинність мангрових лісів є типовою для Тихоокеанського регіону, ендемічних видів тут мало.
Окрему екосистему утворюють лагуни Нової Каледонії. Нова Каледонія володіє однією з найбільших систем рифів у світі, що збереглася у відмінному стані. Величезний новокаледонський риф обмежує й захищає локальний підводний простір теплого моря. Коралові рифи Нової Каледонії та 6 ділянок лагун (60 % загальної площі лагун архіпелагу) в липні 2008 року були занесені до списку Світової спадщини ЮНЕСКО.
Життєдайні води та надзвичайне різноманіття рифів та інших місць проживання, серед яких трав'янисте дно, мангрові ліси, ліжко з морських водоростей, забезпечують архіпелагові надзвичайне підводне біорізноманіття на відносно невеликій площі. Це 350 різних видів коралів, 1700 видів риб, а також до 5500 видів молюсків і 20000 видів безхребетних тварин загалом. Видове багатство є найвищим на зовнішньому схилі рифового бар'єру, де воно може досягати 580 особин на гектар. Показник ендемічності серед водної флори та фауни є невисоким, але у водах Нової Каледонії виявлено багато видів, поки що недостатньо досліджених. Лагуни забезпечують середовище проживання для ряду знакових або таких, що перебувають на межі зникнення, видів морських тварин, серед яких черепахи, кити, дюгонь, наутилус.